# Campeonato Paranaense de Futsal de 2008
O Campeonato Paranaense de Futsal de 2008 - Campeonato Paranaense de Futsal, cujo nome usual é Chave Ouro, foi a 14ª edição da mais importante competição da modalidade no estado, sua organização é de competência da Federação Paranaense de Futsal. 
A edição 2008, foi decidida entre Umuarama Futsal e o Ciagym Maringá, sendo que o título ficou para o clube umuaramense, que chegou ao bi campeonato.

## Tabela Primeira Fase
Tabela oficial.
| Pos | Times                    | Pts | J  | V  | E | D  | GP | GC | SG  | Classificação                     |
| --- | ------------------------ | --- | -- | -- | - | -- | -- | -- | --- | --------------------------------- |
| 1   | Umuarama Futsal          | 42  | 15 | 14 | 0 | 1  | 44 | 29 | 15  | Classificados para a Segunda Fase |
| 2   | Copagril Futsal          | 34  | 15 | 11 | 1 | 4  | 43 | 22 | 28  | Classificados para a Segunda Fase |
| 3   | Atlético Pato Branquense | 33  | 15 | 10 | 3 | 2  | 39 | 30 | 9   | Classificados para a Segunda Fase |
| 4   | Cascavel                 | 22  | 15 | 7  | 1 | 7  | 37 | 24 | 13  | Classificados para a Segunda Fase |
| 5   | Colégio Londrinense      | 24  | 15 | 7  | 3 | 5  | 35 | 32 | 3   | Classificados para a Segunda Fase |
| 6   | Francisco Beltrão        | 26  | 15 | 7  | 5 | 3  | 37 | 32 | 5   | Classificados para a Segunda Fase |
| 7   | Ciagym Futsal Maringá    | 24  | 15 | 7  | 0 | 8  | 34 | 35 | -1  | Classificados para a Segunda Fase |
| 8   | ADEAFI Foz               | 20  | 15 | 6  | 2 | 7  | 31 | 32 | -1  | Classificados para a Segunda Fase |
| 9   | Campo Mourão Futsal      | 19  | 15 | 6  | 1 | 8  | 36 | 46 | -10 | Classificados para a Segunda Fase |
| 10  | Medianeira               | 19  | 15 | 5  | 5 | 5  | 40 | 53 | -13 | Classificados para a Segunda Fase |
| 11  | Santa Paula              | 17  | 15 | 5  | 2 | 8  | 37 | 45 | -8  | Classificados para a Segunda Fase |
| 12  | Cianorte Futsal          | 17  | 15 | 4  | 5 | 6  | 30 | 37 | -7  | Classificados para a Segunda Fase |
| 13  | Imperium                 | 15  | 15 | 4  | 3 | 8  | 29 | 33 | -4  | Eliminados                        |
| 14  | São Lucas                | 14  | 15 | 3  | 5 | 7  | 35 | 43 | -8  | Eliminados                        |
| 15  | Toledo Futsal            | 13  | 15 | 3  | 4 | 8  | 27 | 39 | -20 | Eliminados                        |
| 16  | Palotina Futsal          | 6   | 15 | 1  | 3 | 11 | 27 | 39 | -20 | Eliminados                        |

### Confrontos
|                        | APA | CAM | CAS | COP | BEL | GUA | LON | CIA | MAR | SPA  | PAT | MED | SLU | TOL | UMU | FOZ |
| ---------------------- | --- | --- | --- | --- | --- | --- | --- | --- | --- | ---- | --- | --- | --- | --- | --- | --- |
| Associação Palotinense | —   | ... | 2–3 | ... | 7-4 | ... | 0–7 | ... | 2–5 | ...  | ... | 5–6 | 3–3 | ... | ... | 2–2 |
| Campo Mourão           | 3–2 | —   | 3–3 | ... | 0–4 | ... | ... | ... | 3–2 | 2–1. | ... | ... | 4–2 | ... | 1–2 | ... |
| Cascavel               | ... | ... | —   | 1-2 | 2–0 | 9-1 | 2-4 | ... | 7-2 | 4–1  | ... | ... | ... | 7-0 | ... | 4-6 |
| Copagril               | 5-1 | 5-1 | ... | —   | 1-2 | ... | ... | ... | 6-1 | ...  | ... | 6-1 | 8-2 | ... | 2-4 | 4–2 |
| Beltrão                | ... | ... | ... | ... | —   | ... | 1-1 | 4–3 | ... | 2–7  | 2–5 | ... | ... | 6–0 | 3–2 | 2–1 |
| Guarapuava             | 3-3 | 0-3 | 1-4 | 0-2 | 2-0 | —   | ... | ... | ... | ...  | ... | 5-2 | 3–1 | ... | ... | ... |
| Londrinense            | ... | 3–1 | ... | 4–3 | ... | 4–1 | —   | 1–0 | ... | 2-4  | 3–3 | ... | ... | 2–2 | ... | ... |
| Cianorte               | 2–1 | 2–1 | ... | 1-1 | ... | 1-1 | ..  | —   | ... | 3-3  | ... | ... | ... | 2–1 | ... | 0-0 |
| Maringá                | ... | ... | ... | ... | 3–1 | 5–2 | 3-4 | 4–0 | —   | ...  | 3-8 | 2-4 | ... | 5–2 | ... | 4–3 |
| Santa Paula            | 5-0 | ... | ... | 1–7 | ... | 2–3 | ... | ... | 1–2 | —    | ... | 6-2 | ... | 3–5 | 0–3 | 7-2 |
| Pato Branco            | 5-0 | 3–2 | 5–3 | 1-2 | ... | 7–2 | ... | 5–3 | ... | 6–3  | —   | ... | ... | 1–1 | ... | ... |
| Medianeira             | ... | 5–3 | 2–5 | ... | 6–5 | ... | 3–1 | 5–5 | ... | ...  | 0-5 | —   | 4–0 | ... | ... | ... |
| São Lucas              | ... | ... | 2–2 | ... | 1–7 | ... | 6-3 | 2–3 | 4–3 | 2–2  | 4-4 | ... | —   | ... | 3–5 | ... |
| Toledo                 | 3–2 | 0–2 | ... | 5–9 | ... | 3-3 | ... | ... | ... | ...  | ... | 4–2 | 2–2 | —   | ... | 2–3 |
| Umuarama               | 7–4 | ... | 2–1 | ... | ... | 4–1 | 4–1 | 5–1 | 3–2 | ...  | 5–2 | 7–1 | ... | ... | —   | ... |
| ADEAFI Foz             | ... | 6–4 | ... | ... | ... | 2–0 | 1–0 | ... | ... | ...  | 4–7 | 3–2 | 0–4 | ... | 0–4 | —   |

| Vitória do mandante; Vitória do visitante; Empate. ... Jogo fora de casa |

## Segunda Fase
Grupo A 
| Pos | Times                    | Pts | J  | V | E | D | Classificação               |
| --- | ------------------------ | --- | -- | - | - | - | --------------------------- |
| 1   | Colégio Londrinense      | 22  | 10 | 7 | 1 | 2 | Classificados aos Play-Offs |
| 2   | Umuarama Futsal          | 21  | 10 | 6 | 3 | 1 | Classificados aos Play-Offs |
| 3   | Atlético Pato Branquense | 21  | 10 | 7 | 0 | 3 | Classificados aos Play-Offs |
| 4   | ADEAFI Foz               | 10  | 10 | 3 | 1 | 6 | Classificados aos Play-Offs |
| 5   | Cianorte Futsal          | 7   | 10 | 2 | 1 | 7 | Eliminados                  |
| 6   | Campo Mourão Futsal      | 6   | 10 | 2 | 0 | 8 | Eliminados                  |

#### Confrontos
Para ler a tabela, a linha horizontal representa os jogos da equipe como mandante. A coluna vertical indica os jogos da equipe como visitante.
|                     | CIA | CMO | LON | FOZ | PAT | UMU |
| ------------------- | --- | --- | --- | --- | --- | --- |
| Cianorte            | —   | 4-2 | 4–5 | 2-1 | 3–4 | 1–1 |
| Campo Mourão        | 6-1 | —   | 1–5 | 1–2 | 5-3 | 3–5 |
| Colégio Londrinense | 4-1 | 4-2 | —   | 6-4 | 7-1 | 2–2 |
| ADEAFI Foz          | 4-2 | 4-3 | 1–2 | —   | 1–4 | 1–1 |
| Pato Branco         | 3-1 | 6-2 | 5-2 | 5-3 | —   | 4-3 |
| Umuarama            | 3-1 | 4-2 | 2-1 | 6-2 | 4-2 | —   |

| Vitória do mandante; Vitória do visitante; Empate. |

### Grupo B
| Pos | Times                 | Pts | J  | V | E | D | Classificação               |
| --- | --------------------- | --- | -- | - | - | - | --------------------------- |
| 1   | Francisco Beltrão     | 27  | 10 | 9 | 0 | 1 | Classificados aos Play-Offs |
| 2   | Copagril Futsal       | 20  | 10 | 6 | 2 | 2 | Classificados aos Play-Offs |
| 3   | Cascavel              | 20  | 10 | 6 | 2 | 2 | Classificados aos Play-Offs |
| 4   | Ciagym Futsal Maringá | 12  | 10 | 4 | 0 | 6 | Classificados aos Play-Offs |
| 5   | Medianeira Futsal     | 6   | 10 | 2 | 0 | 8 | Eliminados                  |
| 6   | Santa Paula           | 3   | 10 | 1 | 0 | 9 | Eliminados                  |

#### Confrontos
Para ler a tabela, a linha horizontal representa os jogos da equipe como mandante. A coluna vertical indica os jogos da equipe como visitante.
|             | BEL | CAS | COP | MAR | MED | SPA |
| ----------- | --- | --- | --- | --- | --- | --- |
| Beltrão     | —   | 4-0 | 3-2 | 4-1 | 4-0 | 3-1 |
| Cascavel    | 0–2 | —   | 2–2 | 4–2 | 5-0 | 5-0 |
| Copagril    | 3–3 | 2-1 | —   | 8-1 | 5-0 | 9-0 |
| Ciagym      | 4–6 | 1–2 | 4-3 | —   | 4-3 | 2-0 |
| Medianeira  | 2–3 | 4–6 | 0–8 | 4-3 | —   | 7-3 |
| Santa Paula | 1–6 | 2–4 | 0–5 | 4–5 | 3-1 | —   |

|  | Quartas de final          | Quartas de final         | Quartas de final | Quartas de final |            |   | Semifinais | Semifinais | Semifinais | Semifinais |  |  | Final | Final | Final | Final |
|  |                           |                          |                  |                  |            |   |            |            |            |            |  |  |       |       |       |       |
|  |                           |                          |                  |                  |            |   |            |            |            |            |  |  |       |       |       |       |
|  |                           |                          |                  |                  |            |   |            |            |            |            |  |  |       |       |       |       |
|  | Colégio Londrinense       | 3                        | 3                |                  |            |   |            |            |            |            |  |  |       |       |       |       |
|  | Colégio Londrinense       | 3                        | 3                |                  |            |   |            |            |            |            |  |  |       |       |       |       |
|  | Ciagym Maringá            | 4                        | 4                |                  |            |   |            |            |            |            |  |  |       |       |       |       |
|  | Ciagym Maringá            | 4                        | 4                | Ciagym Maringá   | 5          | 5 |            |            |            |            |  |  |       |       |       |       |
|  |                           |                          |                  |                  | 5          | 5 |            |            |            |            |  |  |       |       |       |       |
|  |                           | Atlético Pato Branquense | 1                | 3                |            |   |            |            |            |            |  |  |       |       |       |       |
|  | Atlético Pato Branquense' | Atlético Pato Branquense | 1                | 3                | 4          | 1 |            |            |            |            |  |  |       |       |       |       |
|  | Atlético Pato Branquense' |                          |                  |                  |            | 1 |            |            |            |            |  |  |       |       |       |       |
|  | Copagril Futsal           | 0                        | 1                |                  |            |   |            |            |            |            |  |  |       |       |       |       |
|  | Copagril Futsal           | 0                        | 1                | Ciagym Maringá   | 2          | 3 |            |            |            |            |  |  |       |       |       |       |
|  |                           |                          |                  |                  | 2          | 3 |            |            |            |            |  |  |       |       |       |       |
|  |                           | Umuarama                 | 4                | 4                |            |   |            |            |            |            |  |  |       |       |       |       |
|  | Francisco Beltrão         | Umuarama                 | 4                | 4                | 1          | 2 | 0          |            |            |            |  |  |       |       |       |       |
|  | Francisco Beltrão         |                          |                  |                  |            | 2 | 0          |            |            |            |  |  |       |       |       |       |
|  | ADEAFI Foz                | 4                        | 0                | 1                |            |   |            |            |            |            |  |  |       |       |       |       |
|  | ADEAFI Foz                | 4                        | 0                | 1                | ADEAFI Foz | 1 | 2          | 1          |            |            |  |  |       |       |       |       |
|  |                           |                          |                  |                  | ADEAFI Foz | 1 | 2          | 1          |            |            |  |  |       |       |       |       |
|  |                           | Umuarama                 | 1                | 2                | 1          |   |            |            |            |            |  |  |       |       |       |       |
|  | Cascavel                  | Umuarama                 | 1                | 2                | 1          | 0 | 0          |            |            |            |  |  |       |       |       |       |
|  | Cascavel                  |                          |                  |                  |            | 0 | 0          |            |            |            |  |  |       |       |       |       |
|  | Umuarama Futsal           | 0                        | 2                |                  |            |   |            |            |            |            |  |  |       |       |       |       |
|  | Umuarama Futsal           | 0                        | 2                |                  |            |   |            |            |            |            |  |  |       |       |       |       |

| Campeonato Paranaense 2008          |
| ----------------------------------- |
| Umuarama Futsal Campeão (2º título) |